# هنيء (اسم)
هنيء هو اسم علم مذكر من أصل عربي، ومعناه هو السعيد المسعد المنتشي بطعامه وشرابه.

## وصلات خارجية
- موسوعة السلطان قابوس لأسماء العرب